# Laura Regan
Laura Regan (* 1977 in Halifax, Nova Scotia) ist eine kanadische Schauspielerin.

## Karriere
Regans erster Auftritt in einer Fernseh- oder Filmproduktion ist vom 20. Oktober 2000 datiert, als sie in einer kleineren Rolle in der Krimiserie Law & Order: SVU zu sehen war. Ihr Kinodebüt feierte sie an der Seite von Bruce Willis in dem bekannten Mysterythriller Unbreakable – Unzerbrechlich. Ihre bislang einzige Hauptrolle in einer Kinoproduktion hatte sie 2002 in dem Horrorfilm They – Sie Kommen. Im weiteren Verlauf ihrer Karriere war sie hauptsächlich als Gastdarstellerin in zahlreichen erfolgreichen Krimiserien wie CSI: Miami oder Cold Case zu sehen.

## Filmografie (Auswahl)

### Filme
- 2000: Unbreakable – Unzerbrechlich (Unbreakable)
- 2001: Männerzirkus (Someone Like You)
- 2002: Unsichtbare Augen (My Little Eye)
- 2002: They – Sie Kommen (Wes Craven Presents: They)
- 2003: Blessings (Fernsehfilm)
- 2003: Saving Jessica Lynch (Fernsehfilm)
- 2006: Hollow Man 2 (Hollow Man II)
- 2007: Poor Boy’s Game
- 2007: Dead Silence
- 2008: How To Be a Serial Killer

### Fernsehserien
- 2000: Law & Order: New York (Law & Order: Special Victims Unit, 1 Episode)
- 2003: Criminal Intent – Verbrechen im Visier (Criminal Intent, 1 Episode)
- 2003: Für alle Fälle Amy (Judging Amy, 3 Episoden)
- 2003: Cold Case – Kein Opfer ist je vergessen (Cold Case, 1 Episode)
- 2004: CSI: Miami (1 Episode)
- 2005: Charmed – Zauberhafte Hexen (Charmed, 1 Episode)
- 2005: Ghost Whisperer – Stimmen aus dem Jenseits (Ghost Whisperer, 1 Episode)
- 2006: Everwood (1 Episode)
- 2008: Heartland – Paradies für Pferde (Heartland, 1 Episode)
- 2008–2010: Mad Men (6 Episoden)
- 2009: Without a Trace – Spurlos verschwunden (Without a Trace, 1 Episode)
- 2009: Terminator: The Sarah Connor Chronicles (1 Episode)
- 2010: Burn Notice (1 Episode)
- 2010: Nikita (1 Episode)
- 2011: Bones – Die Knochenjägerin (Bones, 1 Episode)
- 2011: The Closer (1 Episode)
- 2011: Castle (1 Episode)
- 2011: Fairly Legal (1 Episode)
- 2012: Navy CIS: L.A. (NCIS: Los Angeles, 1 Episode)
- 2015: Minority Report (10 Episoden)
- 2017: Navy CIS (1 Episode)